# وزارة محمود فهمي النقراشي باشا الأولى
وزارة محمود فهمي النقراشي باشا الأولى هي الوزارة التاسعة والخمسون في مصر، صدر المرسوم الملكي بتشكيلها في 24 فبراير 1945.:469:479

## أعضاء الحكومة
| الوزارة                                    | الوزير                        |
| ------------------------------------------ | ----------------------------- |
| رئيس مجلس الوزراء ووزير الداخلية والخارجية | محمود فهمي النقراشي باشا      |
| وزير المالية                               | مكرم عبيد باشا                |
| وزير العدل                                 | حافظ رمضان باشا               |
| وزير الأشغال العمومية                      | محمود غالب باشا               |
| وزير الدفاع الوطني                         | السيد سليم                    |
| وزير الصحة العمومية                        | إبراهيم عبد الهادي            |
| وزير المعارف العمومية                      | عبد الرازق السنهوري بك        |
| وزير الشئون الاجتماعية                     | عبد المجيد بدر بك             |
| وزير الأوقاف                               | الشيخ مصطفى عبد الرازق باشا   |
| وزير الزراعة                               | أحمد عبد الغفار باشا          |
| وزير المواصلات                             | إبراهيم دسوقي أباظة           |
| وزير التموين                               | طه محمد عبد الوهاب السباعي بك |
| وزير التجارة والصناعة                      | حنفي محمود بك                 |
| وزير دولة                                  | راغب حنا بك                   |

## تعديلات
- في 7 مارس 1945 أسندت وزارة الخارجية إلى عبد الحميد بدوي.[2]:334
- في ديسمبر 1945 أسندت وزارة العدل بالنيابة إلى إبراهيم عبد الهادي باشا.[2]:477